# Bagalaf
Bagalaf (ou Bagalaf-Garre) est une localité du Cameroun située dans l'arrondissement de Bogo, le département du Diamaré et la région de l’Extrême-Nord.

## Population
En 1975, la localité comptait 344 habitants, 297 Peuls et 47 Massa.
Lors du recensement de 2005, on y a dénombré 1 389 personnes.